# Club Franciscain
El Club Franciscain es un equipo de fútbol de Martinica. Milita en la máxima división de la isla, la Liga de Fútbol de Martinica.

## Historia
Fue fundado en el año 1936 por Euchère Fanon en la ciudad de Le François. Es el equipo más ganador del fútbol en Martinica al acumular 66 títulos oficiales, entre los que se destacan: 20 Torneos de Liga, 20 Torneos de Copa, 5 Ligas de la Antillas, y 1 Escudo del Caribe de la Concacaf.
A nivel internacional ha participado en 10 torneos continentales. En 2018 logra coronarse campeón de la CONCACAF Caribbean Club Shield, al vencer por dos a uno al Inter Moengotapoe de Suriname. Este hecho lo llevo a disputar la Liga Concacaf de 2018, contra Walter Ferretti de Nicaragua, siendo esta su primer participación oficial por afuera del ámbito del Caribe y la Federación Francesa de Fútbol.
El Club Franciscain es el equipo de ultramar que mas lejos llego en la Copa de Francia, al alcanzar los dieciseisavos de final en la edición de 2020-21. También disputo los Treintaidosavos de Final, en otras dos ocasiones. En su debut, eliminaron al poderoso Montpellier HSC.
En el ámbito de las posesiones francesas de ultramar, es el máximo campeón de las Antillas-Guyana. A su vez, obtuvo dos veces la Copa de Campeones de Ultramar, torneo mundial que enfrenta a los campeones de los territorios franceses.
En 1998, luego de obtener la Copa DOM al derrotar 8-3 al CS Saint-Denis de las Islas Reunión, se consagra campeón al vencer 3-2 al AS Vénus de Tahití en la gran final. En 2002, obtiene la Copa DOM ante L'Étoile de Morne-à-l'Eau de Guadalupe, y cae derrotado en la final 1-0 ante el AS Pirae. Finalmente, en 2006, repite titulo mundial al superar la Primera Fase y vencer  en la final, 2-1 a La Tamponnaise de las Islas Reunión.

## Palmarés
- TORNEOS NACIONALES:
- Liga de Fútbol de Martinica: 20  (Récord)

1970-71, 1994-95, 1995-96, 1996-97, 1999-00, 2000-01, 2001-02, 2002-03, 2003-04, 2004-05, 2005-06, 2006-07, 2007-08, 2009-10, 2013-14, 2014-15, 2017-18, 2018-19, 2019-20, 2023-24.
- Copa de Martinica: 20  (Récord)

1954, 1969, 1986, 1987, 1990, 1998, 1999, 2001, 2002, 2003, 2004, 2005, 2007, 2008, 2012, 2018, 2020, 2022, 2024, 2025.
- Trofeo del Consejo General: 10

1997, 1999, 2001, 2002, 2003, 2004, 2006, 2007, 2008, 2009.
- TORNEOS INTERNACIONALES:

Organizados por la Federación Francesa de Fútbol
- Copa DOM-TOM - Copa de Campeones de Ultramar: 2

1998, 2006
- Copa de los Departamentos de Ultramar: 4  (Récord)

1994, 1997, 2001, 2003.
- Eliminatoria de las Antillas-Guyana: 2  (Récord)

2006, 2007.
- Campeonato de las Antillas Francesas: 7  (Récord)

1996-97, 2004, 2005, 2007, 2008, 2010, 2022-23.
Organizados por la Unión Caribeña de Fútbol
- CONCACAF Caribbean Club Shield: 1

2018

## Participación en competiciones de la CONCACAF
- Champions' Cup: 5 apariciones
  - 1987: Primera Ronda (Caribe). Derrota a  MG Renegades 4-2  en el global.
Segunda Ronda (Caribe). Eliminado por  Defence Force 4-3  en el global.
  - 1988: Primera Ronda (Caribe). Eliminado por  Defence Force 4-2.
  - 1993: Primera Ronda (Caribe). Derrota a  Coca-Cola Rovers 16-3  en el global.
Segunda Ronda (Caribe). Derrota a  AS Juventud 3-0  en el global.
Semifinal (Caribe). Eliminado por  Aiglon du Lamentin 3-1 en el global.
  - 1994: Primera Ronda (Caribe). Derrota a  Red Stars 6-2  en el global.
Segunda Ronda (Caribe). Derrota a  Union Sportive Sinnamary 5-2  en el global.
 Tercera Ronda (Caribe). Eliminado por  CRKSV Jong Colombia 3-2 en el global.
  - 1995: Primera Ronda (Caribe). Eliminado por  AS Capoise 1-0.

- Campeonato de Clubes de la CFU: 2 apariciones
  - 1997: Primera ronda. Grupo 2. 2.º lugar. 6 pts.
 Fecha 1: Victoria 3-2 a  Seba United. Pierde los puntos.
 Fecha 2: Victoria 2-1 a  Transvaal.
 Fecha 3: Victoria 3-2 a  Stubborn Youth
  - 2000: Primera ronda. Abandonó en la fase de grupos.

- CONCACAF Caribbean Club Shield: 2 apariciones
  - 2018: Primera ronda. Grupo C. 1.º lugar. 6 pts.
 Fecha 1: Derrota 1-2 frente a  Centro Dominguito.
 Fecha 2: Victoria 6-0 a  Cayon Rockets.
 Fecha 3: Victoria 5-2 a  Bodden Town.
Semifinal: Victoria 2-0 a  Real Rincon.
Final: Campeón. Vencedor ante  Inter Moengotapoe por 2-1.
  - 2019: Primera ronda. Grupo D. 1.º lugar. 4 pts.
 Fecha 1: Victoria 3-1 frente a  S.V. Robinhood.
 Fecha 2: Empate 1-1 contra  Dakota.
Cuartos de Final: Victoria 1-0 a  Hoppers.
 Semifinal: Victoria 4-2 a  Jong Holland.
Final: Subcampeón. Derrotado por  S.V. Robinhood por 1-0

- Liga Concacaf: 1 aparición
  - 2018: Octavos de final. Eliminado por  Walter Ferretti.

| \| Club \| País \| PJ \| PG \| PE \| PP \| GF \| GC \| Dif PJ \| \| ----------------------- \| ------------------------------ \| -- \| -- \| -- \| -- \| -- \| -- \| ------ \| \| Hoppers F.C. \| Antigua y Barbuda \| 1 \| 1 \| 0 \| 0 \| 1 \| 0 \| +1 \| \| S.V. Dakota \| Aruba \| 1 \| 1 \| 0 \| 0 \| 2 \| 0 \| +1 \| \| Real Rincon \| Bonaire \| 1 \| 1 \| 0 \| 0 \| 2 \| 0 \| +1 \| \| CRKSV Jong Colombia \| Curazao \| 2 \| 1 \| 0 \| 1 \| 2 \| 3 \| 0 \| \| CRKSV Jong Holland \| Curazao \| 1 \| 1 \| 0 \| 0 \| 4 \| 2 \| +1 \| \| RKSV Centro Dominguito \| Curazao \| 1 \| 0 \| 0 \| 1 \| 1 \| 2 \| -1 \| \| La Juventa des Abymes \| Guadalupe \| 2 \| 2 \| 0 \| 0 \| 3 \| 0 \| +2 \| \| Red Star F.C. \| Guadalupe \| 2 \| 2 \| 0 \| 0 \| 5 \| 2 \| +2 \| \| US Sinnamary \| Guayana Francesa \| 2 \| 1 \| 0 \| 1 \| 5 \| 2 \| 0 \| \| A.S. Capoise \| Haití \| 1 \| 0 \| 0 \| 1 \| 0 \| 1 \| -1 \| \| Bodden Town F.C. \| Islas Caimán \| 2 \| 2 \| 0 \| 0 \| 16 \| 3 \| +2 \| \| Coca-Cola Rovers \| Islas Vírgenes Estadounidenses \| 1 \| 1 \| 0 \| 0 \| 5 \| 2 \| +1 \| \| Seba United \| Jamaica \| 1 \| 1 \| 0 \| 0 \| 3 \| 2 \| +1 \| \| Aiglon du Lamentin F.C. \| Martinica \| 2 \| 0 \| 1 \| 1 \| 1 \| 3 \| -1 \| \| C.D. Walter Ferretti \| Nicaragua \| 2 \| 1 \| 0 \| 1 \| 1 \| 1 \| 0 \| \| Canyon Rockets \| San Cristóbal y Nieves \| 1 \| 1 \| 0 \| 0 \| 6 \| 0 \| +1 \| \| MG Renegades \| San Vicente y las Granadinas \| 2 \| 1 \| 0 \| 1 \| 4 \| 3 \| 0 \| \| Stubborn Youth S.C. \| San Vicente y las Granadinas \| 1 \| 1 \| 0 \| 0 \| 3 \| 2 \| +1 \| \| Inter Moengotapoe \| Suriname \| 1 \| 1 \| 0 \| 0 \| 2 \| 1 \| +1 \| \| S.V Transvaal \| Suriname \| 1 \| 1 \| 0 \| 0 \| 1 \| 0 \| +1 \| \| S.V. Robinhood \| Suriname \| 1 \| 1 \| 0 \| 0 \| 2 \| 1 \| +1 \| \| Central F.C. \| Trinidad y Tobago \| 2 \| 1 \| 0 \| 1 \| 3 \| 2 \| 0 \| \| Defence Force F.C. \| Trinidad y Tobago \| 3 \| 0 \| 1 \| 2 \| 4 \| 8 \| -2 \| \| \| TOTAL \| 34 \| 22 \| 2 \| 10 \| 76 \| 40 \| +12 \| Solo contiene datos de los torneos organizados en conjunto por Concacaf y la Unión Caribeña de Fútbol Actualizado hasta la Concacaf Caribbean Shield de 2019 |                                |    |    |    |    |    |    |        |
| Club | País                           | PJ | PG | PE | PP | GF | GC | Dif PJ |
| Hoppers F.C. | Antigua y Barbuda              | 1  | 1  | 0  | 0  | 1  | 0  | +1     |
| S.V. Dakota | Aruba                          | 1  | 1  | 0  | 0  | 2  | 0  | +1     |
| Real Rincon | Bonaire                        | 1  | 1  | 0  | 0  | 2  | 0  | +1     |
| CRKSV Jong Colombia | Curazao                        | 2  | 1  | 0  | 1  | 2  | 3  | 0      |
| CRKSV Jong Holland | Curazao                        | 1  | 1  | 0  | 0  | 4  | 2  | +1     |
| RKSV Centro Dominguito | Curazao                        | 1  | 0  | 0  | 1  | 1  | 2  | -1     |
| La Juventa des Abymes | Guadalupe                      | 2  | 2  | 0  | 0  | 3  | 0  | +2     |
| Red Star F.C. | Guadalupe                      | 2  | 2  | 0  | 0  | 5  | 2  | +2     |
| US Sinnamary | Guayana Francesa               | 2  | 1  | 0  | 1  | 5  | 2  | 0      |
| A.S. Capoise | Haití                          | 1  | 0  | 0  | 1  | 0  | 1  | -1     |
| Bodden Town F.C. | Islas Caimán                   | 2  | 2  | 0  | 0  | 16 | 3  | +2     |
| Coca-Cola Rovers | Islas Vírgenes Estadounidenses | 1  | 1  | 0  | 0  | 5  | 2  | +1     |
| Seba United | Jamaica                        | 1  | 1  | 0  | 0  | 3  | 2  | +1     |
| Aiglon du Lamentin F.C. | Martinica                      | 2  | 0  | 1  | 1  | 1  | 3  | -1     |
| C.D. Walter Ferretti | Nicaragua                      | 2  | 1  | 0  | 1  | 1  | 1  | 0      |
| Canyon Rockets | San Cristóbal y Nieves         | 1  | 1  | 0  | 0  | 6  | 0  | +1     |
| MG Renegades | San Vicente y las Granadinas   | 2  | 1  | 0  | 1  | 4  | 3  | 0      |
| Stubborn Youth S.C. | San Vicente y las Granadinas   | 1  | 1  | 0  | 0  | 3  | 2  | +1     |
| Inter Moengotapoe | Suriname                       | 1  | 1  | 0  | 0  | 2  | 1  | +1     |
| S.V Transvaal | Suriname                       | 1  | 1  | 0  | 0  | 1  | 0  | +1     |
| S.V. Robinhood | Suriname                       | 1  | 1  | 0  | 0  | 2  | 1  | +1     |
| Central F.C. | Trinidad y Tobago              | 2  | 1  | 0  | 1  | 3  | 2  | 0      |
| Defence Force F.C. | Trinidad y Tobago              | 3  | 0  | 1  | 2  | 4  | 8  | -2     |
| | TOTAL                          | 34 | 22 | 2  | 10 | 76 | 40 | +12    |

## El Equipo en la Estructura del Fútbol Francés
- Copa de Francia: 16 apariciones. El Club Franciscain de Martinica es el equipo de ultramar que mas lejos llego en la Copa Francia, al alcanzar los dieciseisavos de final en la edición de 2020-21.

- - 1982-83: (ronda 7): Victoria 2-1 a  Montpellier HSC.
Treintadosavos de Final: Derrota 1-5 frente a  Gazélec Ajaccio.
  - 1992-93: (ronda 8): Victoria 2-1 a  FC Bourges.
Treintadosavos de Final: Derrota 1-2 frente a  Chamois Niortais.
  - 1994-95: (ronda 7): Victoria 2-1 a  ESA Brive.
(ronda 8): Derrota 5-0 frente a  Red Stars F.C.
  - 1995-96: (ronda 7): Derrota 2-0 frente a  F.C. Sete 34.
  - 1996-97: (ronda 7): Victoria 2-2, 4-3 pen.) a  Trélissac FC.
(ronda 8): Derrota 2-0 frente a  ASOA Valence.
  - 1999-00: (ronda 7): Derrota 1-0 frente a  FC Bourg-Péronnas.
  - 2000-01: (ronda 7): Derrota 0-3 frente a  Vannes OC.
  - 2002-03: (ronda 7): Victoria 2-1 a Olympique Noisy-le-Sec.
(ronda 8): Derrota 3-2 frente a  Stade de Reims.
  - 2003-04: (ronda 7): Derrota 2-0 frente a  Dijon FCO.
  - 2005-06: (ronda 7): Victoria 0-2 a  SCO Angers.
(ronda 8): Derrota 2-5 frente a  Louhans-Cuiseaux FC.
  - 2013-14: (ronda 7): Derrota 4-1 frente a  US Concarneau.
  - 2014-15: (ronda 7): Victoria 2-0 a  Sainte-Geneviève Sports.
(ronda 8): Victoria 0-2 a  US Lormont.
Treintaidosavos de final: Derrota 4-0 frente al  Nantes.
  - 2016-17: (ronda 7): Derrota 0-0, 3-4 pen.) frente a  FC Lunéville.
  - 2019-20: (ronda 7): Victoria 0-1 a  Golden Stars.
(ronda 8): Derrota 2-1 frente a  Tours FC.
  - 2020-21: (ronda 7): Victoria 2-0 a  AS Samaritaine.
Treintaidosavos de final: Victoria 0-0, 1-3  pen.) frente a  US Sinnamary (Guayana Francesa).
Dieciseisavos de Final: Derrota 5-0 frente a  Angers.
  - 2021-22: (ronda 7): Victoria 0-1 a  Club Colonial.
(ronda 8): Derrota 1-2 frente a  SO Cholet.